# Sądownictwo międzynarodowe

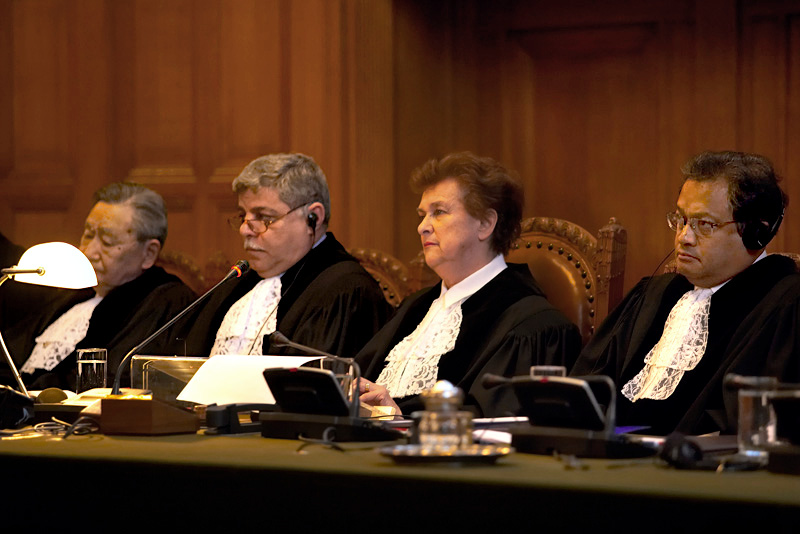
rozprawa przed MTS-em w Hadze

Sądownictwo międzynarodowe – zgodnie z art. 33 Karty Narodów Zjednoczonych, jeden ze sposobów rozwiązywania sporów międzynarodowych. Prawo międzynarodowe nie przewiduje obowiązkowego sądownictwa, co oznacza, iż wszystkie strony sporu międzynarodowego muszą uznać kompetencję sądu międzynarodowego, aby mógł on sprawę rozstrzygnąć.
Obecnie głównym, stałym sądem międzynarodowym jest Międzynarodowy Trybunał Sprawiedliwości w Hadze, będący jednym z głównych organów ONZ. MTS może rozpatrywać spory pomiędzy państwami a także wydawać opinie doradcze na zamówienie organów ONZ. 
Innym rodzajem sądu międzynarodowego jest Międzynarodowy Trybunał Karny, który posiada jurysdykcję w zakresie sądzenia indywidualnych osób. Nie jest on jednak uznawany przez niektóre państwa zrzeszone w ONZ, w tym Stany Zjednoczone, Chiny, Izrael i Rosję.
Innymi przykładami sądów egzekwujących prawo międzynarodowe jest Europejski Trybunał Praw Człowieka, instytucja powołana na podstawie Europejskiej Konwencji Praw Człowieka. Trybunał Sprawiedliwości oraz Sąd Pierwszej Instancji są z kolei międzynarodowymi instytucjami sądowniczymi działającym w ramach Unii Europejskiej.
Czasami powoływane są sądy ad hoc dla rozstrzygnięcia konkretnej sprawy lub grupy spraw. Przykładem takiego sądu był np: Międzynarodowy Trybunał Wojskowy w Norymberdze, czy Międzynarodowy Trybunał Karny dla byłej Jugosławii.